# 機師冰川
73°23′S 165°3′E / 73.383°S 165.050°E
機師冰川是南極洲的冰川，位於維多利亞地的博克格雷溫克海岸，處於登山家山脈，流經迪塞普申高原東南部，最終注入飛行員冰川。